# Жељко Нимш
Жељко Нимш (Сисак, 22. април 1950) је бивши југословенски рукометни репрезентативац.
Рукомет је играо у Партизану из Бјеловара. 
Од великих такмичења на којима је учествовао учествовао је на Летњим олимпијским играма 1976. у Монтреалу са Рукометном репрезентацијом Југославије која је освојила 5 место.
Са рукометашима Партизана из Бјеловара освојио је Куп европских шампиона 1972. године.